# День молоді (Росія)
День молоді — свято Російської Федерації. Відзначається щорічно 27 червня.

## Історія свята
Встановлено згідно з Розпорядженням Президента Російської Федерації від 24 червня 1993 року № 459-рп «Про святкування Дня молоді».